# Hipopsicroplaneta

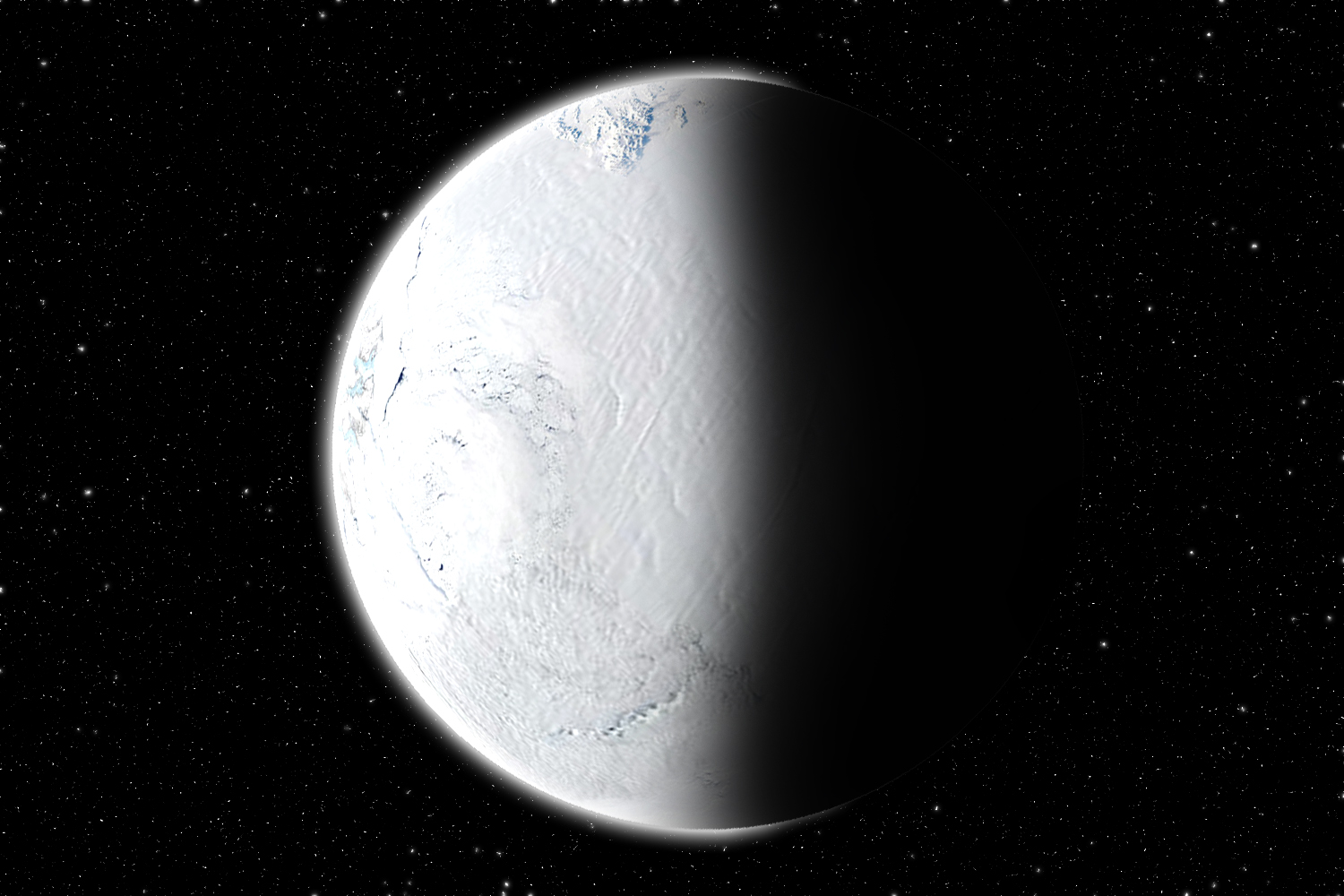
Impresión artística de un hipopsicroplaneta.

El término hipopsicroplaneta comprende a todos los cuerpos planetarios con una temperatura media superficial por debajo de los -50 °C que puedan albergar algún tipo de vida si las condiciones reales son adecuadas. Forma parte de la clasificación térmica de habitabilidad planetaria desarrollada por el Laboratorio de Habitabilidad Planetaria (en inglés, «Planet Habitability Laboratory» o «PHL») de la Universidad de Puerto Rico en Arecibo, y se compone de las palabras griegas hypo (inferior) y psychros (frío) en conjunción con el término planeta. Al igual que los hipertermoplanetas, solo tienen un límite (en este caso, temperatura máxima, de -50 °C), pero habitualmente los exoplanetas con este rango de temperaturas superficiales no suelen catalogarse como potencialmente habitables y, por tanto, solo hay dos descubiertos hasta la fecha (Kepler-186f y KOI-4427b). No hay ningún cuerpo planetario o satélite del sistema solar perteneciente a esta tipología. Eventualmente, la Tierra puede alcanzar temperaturas inferiores a los -50 °C como consecuencia de la amplitud térmica, aunque su temperatura media se encuentra muy por encima del rango de los hipopsicroplanetas.

## Características

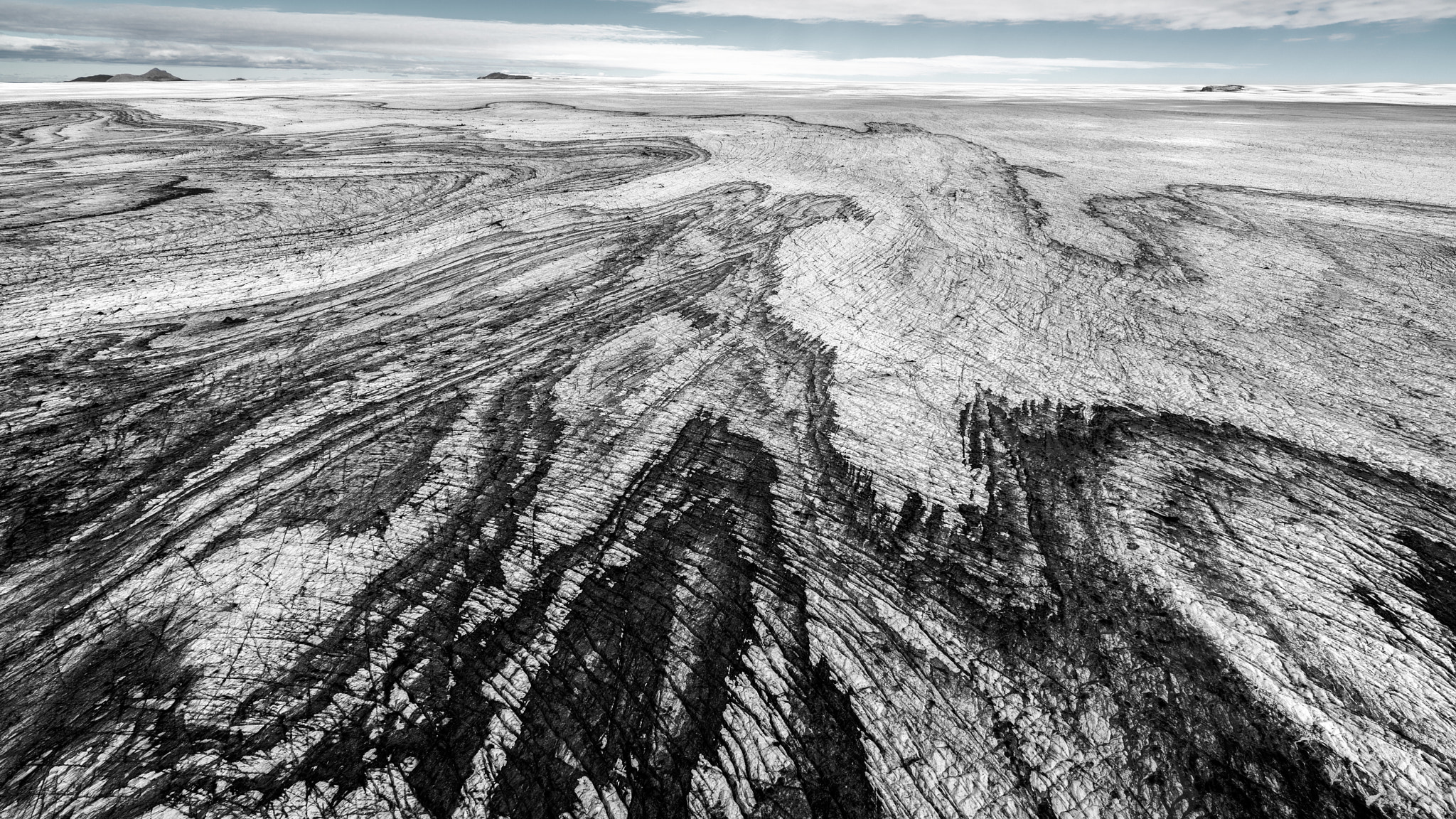
El glaciar Vatnajökull en Islandia presenta un paisaje similar al ambiente de este tipo de planetas.

La clasificación térmica de habitabilidad planetaria del PHL se limita a catalogar los planetas en función de su temperatura media, sin distinguir entre gigantes gaseosos, minineptunos y planetas telúricos. No obstante, deben albergar la posibilidad de ser habitables, por lo que los cuerpos claramente gaseosos (es decir, excesivamente masivos) o extremadamente fríos probablemente serían catalogados como «no habitables». Así pues, los hipopsicroplanetas pueden pertenecer a cualquier tipo de estrella y ser gaseosos o terrestres.
Las condiciones reales sobre la superficie de los exoplanetas confirmados hasta la fecha son desconocidas, por lo que es posible que algunos de los catalogados como hipopsicroplanetas no lo sean, si el albedo o la atmósfera del planeta hace que la temperatura media superficial supere las estimaciones iniciales. De hecho, algunos hipopsicroplanetas pertenecen al catálogo de exoplanetas potencialmente habitables, aunque sus índices de similitud con la Tierra son relativamente bajos y las probabilidades de que alberguen algún tipo de vida son remotas (más allá de organismos unicelulares).
| Clase         | Hipopsicroplanetas (hP)   | Psicroplanetas (P)                       | Mesoplanetas (M)                        | Termoplanetas (T)*                                       | Hipertermoplanetas (hT)*                         |
| Rango térmico | <-50 °C                   | -50 °C a 0 °C                            | 0 °C a 50 °C                            | 50 °C a 100 °C                                           | >100 °C                                          |
| Ejemplos      | - Kepler-186f - KOI-4427b | - Kepler-442b - Kepler-62f - Kepler-174d | - La Tierra - Kepler-438b - Kepler-296e | - Kepler-395c (NH) - Gliese 682 b (NH) - Kepler-52d (NH) | - Venus (NH) - Kepler-49e (NH) - Kepler-55b (NH) |

*No hay hallazgos confirmados de (T) y (hT). Los ejemplos son exoplanetas «no habitables» (NH) con temperaturas propias de esta clase de cuerpos planetarios.

## Ubicación
Los hipopsicroplanetas se ubican a partir del confín externo de la zona habitable del sistema, quedando fuera de la misma en la mayor parte de los casos. El indicador «HZD» (del inglés «Habitable Zone Distance») del PHL, establece la distancia respecto al centro de la zona de habitabilidad, con valores comprendidos entre -1 (mayor proximidad a la estrella) y +1 (mayor distancia). La Tierra, cercana al confín interno de la zona habitable, tiene un HZD de -0,5. Todos los hipopsicroplanetas conocidos tienen un HZD superior a 0,5 (superando el valor 1 en la mayor parte de los casos). Hay muy pocos hipopsicroplanetas pertenecientes al catálogo de exoplanetas potencialmente habitables y Kepler-186f, el que menor HZD tiene, registra un valor de 0,61.

## Habitabilidad
Los astrobiólogos centran la búsqueda de vida extraterrestre en exoplanetas terrestres localizados en la zona de habitabilidad de su sistema. Por tanto, los principales candidatos para albergar vida son los «mesoplanetas» y «psicroplanetas». A diferencia de estos últimos, los hipopsicroplanetas son posiblemente demasiado fríos para la vida incluso si sus características reales les confieren temperaturas muy por encima de las previstas inicialmente. En la Tierra, durante el Período Criogénico, la extensión de los casquetes polares aumentó el albedo del planeta, reflejando una mayor cantidad de luz estelar al espacio y desencadenando un proceso retroalimentativo que conllevó una glaciación global. Es de esperar que un planeta terrestre con temperaturas medias propias de un hipopsicroplaneta sufra un efecto similar, aislando a cualquier forma de vida microbiana bajo una capa de hielo de kilómetros de espesor. En tal caso, la actividad volcánica podría aumentar la concentración de CO2 en la atmósfera hasta unos niveles que permitiesen la descongelación parcial de sus hielos por el incremento de temperatura derivado de la acumulación de gases de efecto invernadero, como se sospecha que ocurrió al final de las glaciaciones globales terrestres. Sin embargo, considerando la baja temperatura media de los hipopsicroplanetas, es probable que este efecto fuese insuficiente para mantener un clima adecuado para la vida de forma permanente, de modo que el proceso se repetiría cíclicamente a lo largo de millones de años, impidiendo la evolución de los microorganismos en formas de vida complejas.
No obstante, las perspectivas de habitabilidad para los hipopsicroplanetas son distintas en cuanto a su capacidad para albergar organismos simples. Es posible que puedan alojar vida microbiana en océanos de agua líquida bajo las capas de hielo calentados por la actividad geológica del planeta, como se cree que podría ocurrir en el satélite joviano Europa.